# Aeródromo Rucalonco
El Aeródromo Rucalonco (OACI: SCRW) es un terminal aéreo ubicado cerca de Paredones, en la Provincia Cardenal Caro, Región del Libertador General Bernardo O'Higgins, Chile. Es de propiedad privada.